# Супуру-де-Сус
Супуру-де-Сус (рум. Supuru de Sus) — село у повіті Сату-Маре в Румунії. Входить до складу комуни Супур.
Село розташоване на відстані 421 км на північний захід від Бухареста, 40 км на південь від Сату-Маре, 96 км на північний захід від Клуж-Напоки.

## Населення
За даними перепису населення 2002 року у селі проживали 512 осіб.
Національний склад населення села:
| Національність | Кількість осіб | Відсоток |
| -------------- | -------------- | -------- |
| румуни         | 453            | 88,5%    |
| цигани         | 50             | 9,8%     |
| угорці         | 8              | 1,6%     |

Рідною мовою назвали:
| Мова      | Кількість осіб | Відсоток |
| --------- | -------------- | -------- |
| румунська | 504            | 98,4%    |
| угорська  | 7              | 1,4%     |